# Amerilochus cinereus
Amerilochus cinereus är en skalbaggsart som beskrevs av Paul E.Skelley 2007. Amerilochus cinereus ingår i släktet Amerilochus och familjen Aphodiidae. Inga underarter finns listade i Catalogue of Life.